# Богородице-Рождественский монастырь (Владимир)
Богоро́дице-Рожде́ственский монасты́рь — мужской монастырь Владимирской епархии, расположенный в городе Владимире. До основания Троице-Сергиевой обители — главный центр монашеской жизни в Северо-Восточной Руси. Из монастыря происходит Лаврентьевская летопись.

## История
В 1191 году великий князь Всеволод Юрьевич, избрав во Владимире место в восточной части Печернего города, в осыпи около Ивановских ворот, положил начало мужскому монастырю.
В летописи обозначено время основания под летом 6699 (1191/1192): «тогож лета заложи великий князь Всеволод церковь каменну во граде Володимери Рожество св. Богородицы августа в 22 день при епископе Иоанне». При закладке церкви присутствовал сам великий князь и весь его двор. В то же время в монастыре установлено общежительство и на содержание пожалованы от великого князя многие села и угодья. Руководство Рождественским монастырем осуществляли игумены (до 1230 года) при том, что игумены Симон и Митрофан, один после другого, были во Владимире епископами.
С 1230 года монастырём стали управлять архимандриты. Рождественская обитель стала называться великою архимандриею и до времен царя Иоанна Васильевича Грозного значилась первой в числе русских монастырей. С половины XIII до начала XIV века всероссийские митрополиты, перенёсшие первосвятительскую кафедру из Киева во Владимир, имели пребывание в Рождественском монастыре, который считался их кафедральным.

### XIII—XV века
В 1214 году Юрий Всеволодович избрал Рождественского игумена Симона во епископа в Суздаль. 14 марта 1227 года на место Симона, по избранию того же князя игумен Митрофан посвящён в Суздальского епископа митрополитом Кириллом, бывшим тогда во Владимире.
В 1230 году, по избранию племянников Юрия Всеволодовича Рождественский первый архимандрит Кирилл посвящён во епископа Ростовского.
В 1237 году, при нашествии Батыя на Владимир, настоятель монастыря архимандрит Пахомий был убит татарами, а с ним и вся братия монастыря были побиты, а сам монастырь разграблен и опустошён.
23 ноября 1263 года в церкви Рождественского монастыря был погребён великий князь Александр Ярославич Невский, скончавшийся 14 ноября в Городце, на обратном пути из Орды. Когда великокняжеский престол был перенесён из Владимира в Москву, то великие князья из уважения к предку своему князю Александру Невскому делали значительные вклады в Рождественский монастырь. Так, Иоанн Данилович Калита в 1328 году в духовном завещании писал: «а что есть прикупил сельцо на Киржаче у Прокопья у игумена, другое Леонтьевское, третье Шараповское и то даю св. Александру себе в поминанье»; «...и Олександр святыи, что есмь купил на Костроме, то даю княгини своеи». Расположение монастыря находилось на землях летописного народа Меря, вероятно, у поселения Александровское на реке Мера. Иоанн Иоаннович в духовной 1356 года писал: «село Павловское дал есмь св. Александру в прок себе в память»; сын его Дмитрий Иоаннович в первой духовной 1371 года подтверждает: «а что отец мой князь великий дал село Павловское к святому Александру того не подвигнуть». В его же духовной грамоте 1379 года сказано: «а из моих сосудов серебряных дадут к святей Богородице в Володимир блюдо великое серебряное с кольцы».
В 1388 году Рождественский архимандрит Павел посвящён митрополитом Пименом во епископа Коломенского на место епископа Герасима.

### XVI—XVII века
В 1517 году по соборному избранию и соизволению великого князя архимандрит Геннадий поставлен во епископа Суздальского.
В 1566 году архимандрит Иоаким участвовал в московском церковном соборе и был порукою по князе Михаиле Воротынском, а также был на соборе 1580 года (о неотнятии у монастырей вотчин и неприкупании новых с крестьянами). В 1584 году архимандрит Герман был на соборе об оставлении вотчин при монастырях. В 1598 году архимандрит Варлаам находился в Москве на соборе и подписал грамоту о венчании на царство Бориса Годунова.

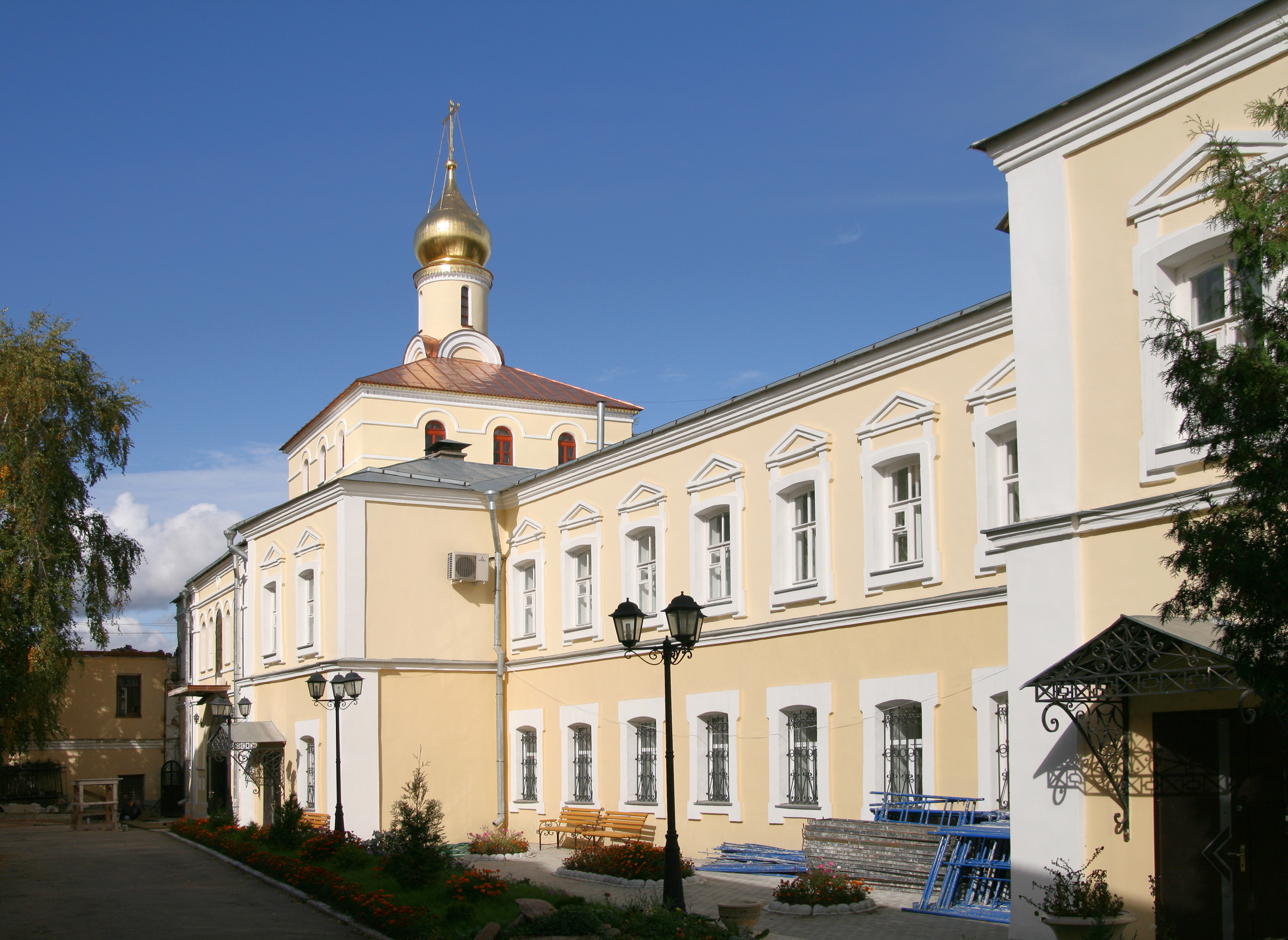
Надвратная церковь св. Иоанна Предтечи

Современные музыковеды считают архимандрита Исайю (в миру Иван Тимофеевич Лукошко) одним из крупнейших мастеров знаменного пения, представителем её «усольской» школы. В 1613 году архимандрит находился при избрании на царство Михаила Фёдоровича и подписался под избирательной грамотою первый после епископов. В 1605 году архимандрит Исайя стал духовником Лжедмитрия I. Он же 22 июня (2 июля) 1619 года был при поставлении на патриарший престол ростовского митрополита Филарета. 28 сентября (8 октября) 1645 года архимандрит Иона присутствовал на венчании на царство Алексея Михайловича.
В 1667 году ехавшие на Большой Московский собор греческие патриархи — Паисий Александрийский и Макарий Антиохийский, в бытность свою во Владимире и уважив его древность и знаменитость, по прибытии в Москву, с соизволения царя Алексея Михайловича и по совету патриарха Иоасафа, пожаловали архимандриту Рождественского монастыря Филарету право носить на мантии скрижали и употреблять в служении посох архиерейский, на что дали и грамоту; с этого времени архимандрит Филарет стал называться преподобнейшим. В этом же году Филарет был на Московском соборе об исправлении книжном и о разных обрядах церковных, и он же 30 ноября этого года получил повеление вручить грамоту патриарху Никону о прибытии из Воскресенского монастыря в Москву, а 1 декабря находился при низложении Никона в числе соборян.
В 1672 году архимандрит Викентий исправил житие святого Александра Невского, составленное по повелению царя и великого князя Иоанна Васильевича иеромонахом Михаилом.

### XVIII век
14 (25) июля 1723 года архимандрит Сергий получил Высочайший указ императора Петра I о перенесении в С.-Петербург мощей св. князя Александра Невского, находившихся с 1381 года открыто, в церкви Рождества Пресвятой Богородицы. Последние архимандриты Рождественского монастыря Павел и Платон Петрункевич были членами святейшего синода.

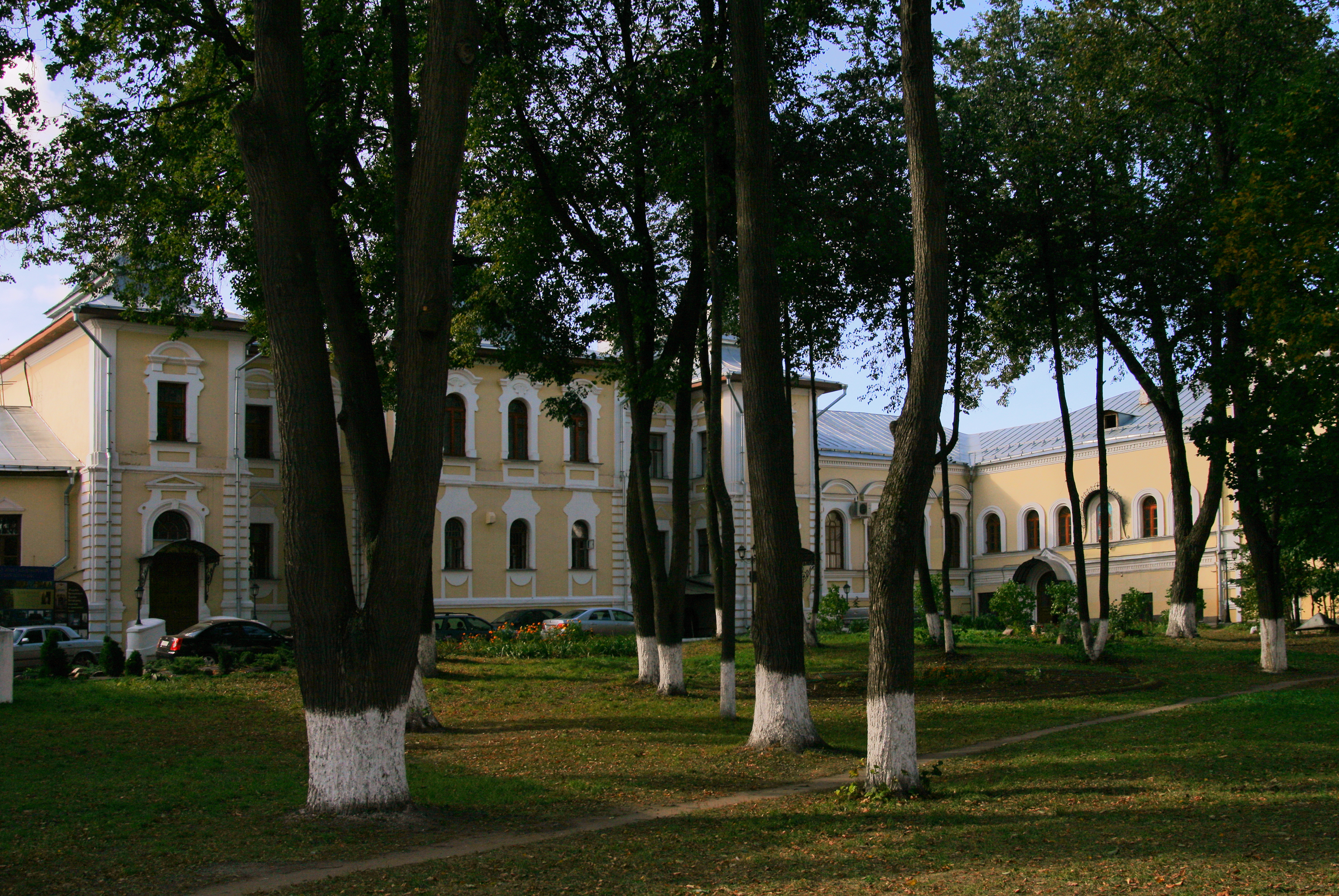
Здание архиерейского дома

Ещё в 1561 году, по воле царя Иоанна Васильевича и по грамоте всероссийского митрополита Макария, дано было первенство Троицко-Cepгиеву монастырю и Владимирско-Рождественский был поставлен вторым, а по устроении Александро-Невского монастыря с 1720 года поведено считать его третьим, но монастырь этот по древности своей и преимуществам, какие отдавались его настоятелям, всегда был в непосредственном ведении всероссийских митрополитов, потом патриархов и наконец в зависимости от святейшего синода в числе ставропигиальных.

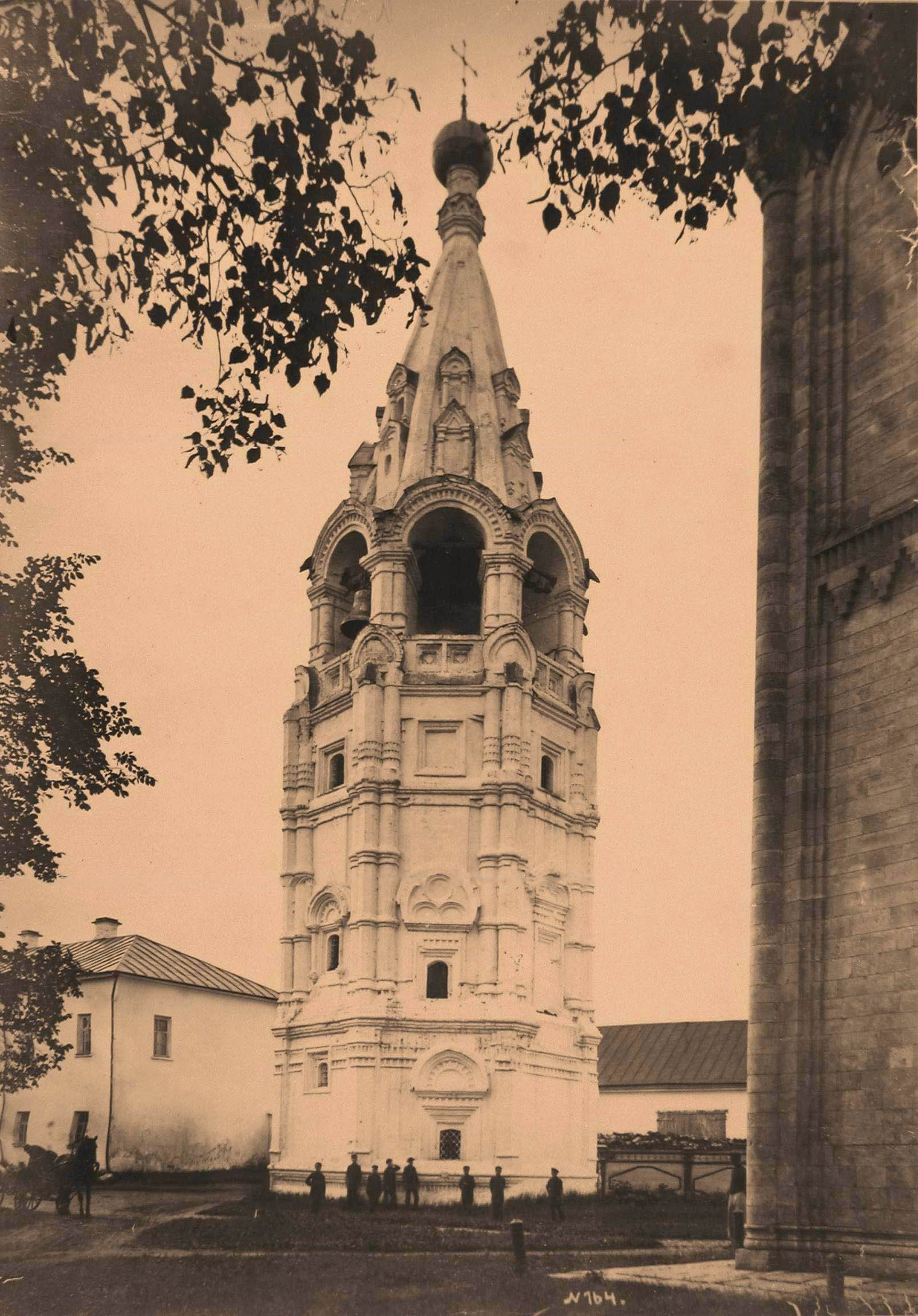
Колокольня Богородице-Рожденственского монастыря 1654 года. Фото 1880-х гг.

В начале XVIII столетия, как видно из переписных книг города Владимира, составленных в 1715 году ландратом князем Артемием Ухтомским, в Рождественском монастыре было 64 человека монашествующих, в том числе два архимандрита, шесть иеромонахов и пять иеродиаконов. Из сохранившейся переписной книги того же времени, по переписи обер-инспектора Семена Никифоровича Коровина, оберкоменданта Андрея Федоровича Боркова и коменданта Андрея Михайловича Вешнякова «Володимерскаго посаду посадским и ямским и всякого чину градским жителям» видно, что Рождественского монастыря служек было 96 дворов на монастырской земле в слободке Макаровке подле посаду, бобылей 13 дворов и 5 дворов служек приписного к Рождественскому монастырю Спасского Златовратского монастыря.
16 (27) июля 1744 года по указу императрицы Елизаветы Петровны было решено учредить из синодальной области Владимирскую епархию и обратить ставропигиальный Рождественский монастырь в архиерейский дом, для назначенного тогда вновь епископа Платона во Владимир, так как до сего времени архиереи имели своею резиденциею городе Суздале. До учреждения в 1764 году штатов, монастырь имел 7899 душ крестьян и самый архиерейский дом содержался его доходами. В 1789 году, по соединении Владимирской епархии с Суздальской, епископ Виктор переехал на пребывание в Суздаль, а Владимирский архиерейский дом поступил в гражданское ведомство и в нём разместился генерал-губернатор Заборовский. В 1797 году епископ Виктор, донося святейшему синоду, что Владимирский архиерейский дом, за выбытием из него генерал-губернатора, остается праздным, представлял своё мнение о переводе сюда второклассного Царе-Константинова монастыря, — но в 1798 году, пред путешествием императора Павла I в Казань, из святейшего синода последовал указ о пребывании преосвященному по-прежнему во Владимире, и епископ Виктор переехал из Суздаля, заняв во Владимире Рождественский монастырь. С этого времени Владимирские архиереи имеют постоянное пребывание монастыре.

Монастырь Рождественский, где была кафедра епископская, близ собора стоит на месте прекраснейшем, высоком, на берегах реки Клязьмы; зала в нём прелестнейшая, проспектом. Впрочем, строения в том монастыре немного и окружностию не велик; ограда каменная небольшая и башень мы не приметили. Удивило нас, что монастырь был из первейших, а строения в нём немного.— Платон (Левшин), 1792

### XIX—XXI века
24 августа (5 сентября) 1858 года император Александр II осматривал в монастыре церковь Рождества Пресвятой Богородицы и распорядился восстановить её в древнем виде. На восстановление храма император пожертвовал 40 тысяч рублей, столько же дали частные лица, 10 тысяч рублей — Святейший синод. В 1859 году архитектор-реставратор Николай Артлебен совместно с Д. Корицким распорядились убрать ветхие части храма домонгольского времени и возвести новые. Древний храм был отреставрирован к 1861 г. П. А. Раппопорт и Н. Н. Воронин, однако, говоря о работе Артлебена, слово «реставрация» упоминают исключительно в кавычках. Так, П. А. Раппопорт пишет: «После двух пожаров в начале XVIII в. собор стоял в запустении вплоть до середины XIX в., когда была исполнена его „реставрация“, заключавшаяся в том, что здание полностью разобрали, а на его месте построили довольно точную модель.» Со слов Н. Н. Воронина «Собор Всеволода 1192 г. был разрушен до подошвы включительно и на его месте было сооружено совершенно новое здание в весьма академичном и сухом „владимиро-суздальском“ стиле, представлявшее, однако, очень точную модель древнего памятника.» Так же Н. Н. Воронин называет перестройку собора «варварским мероприятием»

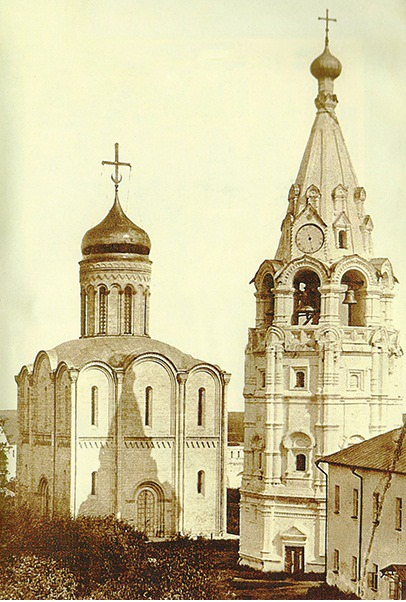
Обновлённый собор от Артлебена (1864) и старая шатровая колокольня 1654 года

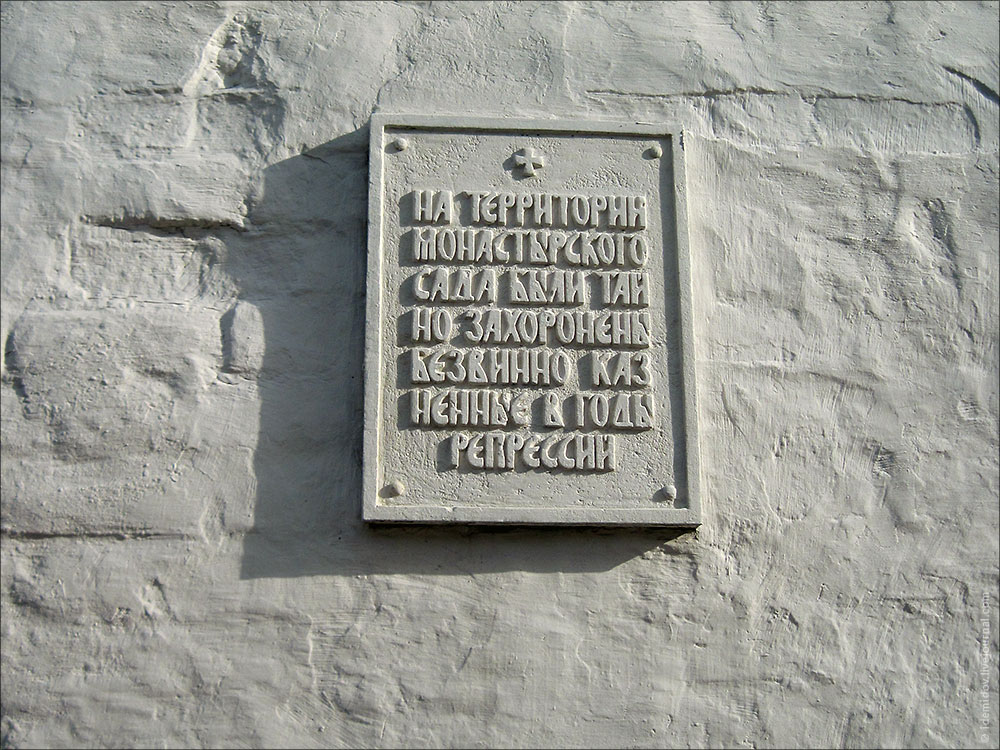
Мемориальная доска на монастырской стене по Большой Московской улице

П. Д. Барановский приветствовал проект Артлебена как первый в России пример научной реставрации памятника архитектуры. В 1924 г. он специально приезжал во Владимир, чтобы не допустить сноса храма.
С июля 1918 года по 1991 год на территории монастыря размещались отделы ВЧК (ОГПУ, НКВД, КГБ), следственный изолятор. «Собор и колокольня были разобраны по инициативе начальника Владимирского губотдела ОГПУ, несмотря на протесты специалиста Главнауки Н. Левинсона, в июне — июле 1930 г.» Во время сталинских репрессий на территории монастырского сада осуществлялись захоронения репрессированных, о чём свидетельствуют мемориальная доска, установленная на стене монастыря по Большой Московской улице.
В 1991 году в период празднования 800-летия основания обители положено начало её возрождению. В новых, упрощённых формах построены монастырский собор и колокольня.

## Настоятели и наместники
- 20 января 1920 — 1 июля 1921 — Афанасий (Сахаров)
- 1992—2001 — Юстиниан (Саган)
- 17 июля 2001 — 16 июля 2013 — Нил (Сычёв)
- с 16 июля 2013, и. о. до 25 июля 2014 года — Кирилл (Сурков)